# تيم كولينز (عسكري)
تيم كولينز (بالإنجليزية: Tim Collins)‏ هو عسكري بريطاني، ولد في 1 أبريل 1960 في بلفاست في المملكة المتحدة.